# Comunità montana della Valle Sabbia
La Comunità montana della Valle Sabbia è un'unione di comuni composta da 25 comuni in Provincia di Brescia situati in Valle Sabbia (zona omogenea n° 3). La sua sede è a Vestone e come stemma ha le onde (rappresentano il Fiume Chiese e il Lago d'Idro), i monti, le alabarde e il rastrello.

## Giunta esecutiva
| Carica          |                       | Comune       |
| --------------- | --------------------- | ------------ |
| Presidente      | Giovanmaria Flocchini | Pertica Alta |
| Vice Presidente | Daniela Giacomini     | Anfo         |
| Assessori       | Giov Battista Guerra  | Barghe       |
| Assessori       | Elisa Rivetta         | Gavardo      |
| Assessori       | Alessandro Taiola     | Vobarno      |

## Assemblea
L'assemblea è composta da 25 consiglieri, rappresentanti del proprio comune.
| Consigliere                                  | Stemma | Comune di            |
| -------------------------------------------- | ------ | -------------------- |
| Elisa Rivetta                                |        | Gavardo              |
| Paolo Pavoni                                 |        | Vobarno              |
| Caterina Dusi                                |        | Villanuova sul Clisi |
| Marco Zane                                   |        | Roè Volciano         |
| Renato Verdelli                              |        | Vestone              |
| Onorio Lucia                                 |        | Sabbio Chiese        |
| Claudia Carè                                 |        | Bagolino             |
| Luca Zamboni                                 |        | Serle                |
| Corrado Romagnoli                            |        | Paitone              |
| Marino Zinelli                               |        | Odolo                |
| Aldo Armani                                  |        | Idro                 |
| Enrico Bresciani                             |        | Agnosine             |
| Fulvio Freddi Presidente dell'Assemblea      |        | Casto                |
| Ivan Felter                                  |        | Preseglie            |
| Attilio Musesti                              |        | Vallio Terme         |
| Franco Zanotti Vicepresidente dell'Assemblea |        | Bione                |
| Giov Battista Guerra                         |        | Barghe               |
| Massimo Mattei                               |        | Provaglio Val Sabbia |
| Nicola Angiola Flocchini                     |        | Mura                 |
| Romina Facchetti                             |        | Pertica Bassa        |
| Giovanmaria Flocchini                        |        | Pertica Alta         |
| Mauro Piccinelli                             |        | Treviso Bresciano    |
| Franco Delfaccio                             |        | Lavenone             |
| Daniela Giacomini                            |        | Anfo                 |
| Giordano Ferraroni                           |        | Capovalle            |